# Куранти (Каховка)
Куранти в Новій Каховці були запущені у 1967 році.
Корпус годинника — з легкого сплаву алюмінію, а всередині механізм складається з механічної та електричної частини, робився з підручного заводського матеріалу. Зроблені куранти були за місяць.
Звуковою частиною-мелодією на пульті управління-займався лаборант з Херсона В'ячеслав Шустов. А керував роботою «звукової частини» Анатолій Дмитрович Гречихін. Спочатку годинник працював цілодобово. Але скоро куранти перевели на обмежений ефір — з 6 ранку до 10 вечора. Пісня про Каховку найбільше підходила каховським курантам, але новокаховчани вирішили, що необхідний дозвіл на її використання. Незабаром з Міністерства культури прийшла відповідь, в якій було написано, що пісня «Каховка, Каховка, рідна гвинтівка» написана про Каховку, а не про Ключову, на місці якої побудована Нова Каховка.